# Lacksley Castell
Lacksley Castell né le 10 avril 1959 et mort en novembre 1983 est un artiste de reggae.

## Biographie
Lacksley Castell est né en Jamaïque au début des années 1960. Doté d'une voix haute et légère, ressemblant à celle de Hugh Mundell, il commence à enregistrer à la fin des années 1970 avec des producteurs tels que Augustus Pablo et Prince Jammy. Certaines de ces chansons vont être intégrées par Prince Jammy dans l'album, contenant également des chansons de Hugh Mundell, et après la mort de ce dernier, Jah Fire. Mais ces dernières n'eurent pas un grand succès, même si certains confondaient la voix de Lacksley à celle de Hugh Mundell. Puis il enchaina les enregistrements pour Robert "Flako" Palmer, d'abord quelque 12"s puis deux albums. Le premier album Morning Glory des riddims de Sly and Robbie et les chœurs de Don Carlos. Le second, Princess Lady, était un des premiers sur lesquelles Mad Professor fut crédité.
Lacksley Castell meurt au milieu des années 1980.

## Albums

### Singles
- 1978 : Love In Your Heart, Rockers (7")
- 1979 : Jah Love Is Sweeter, Jah Guidance/Orchid (7")
- 1979 : What a Great Day, Cruise/Sufferer's Heights (12")
- 1979 : My Collie Tree, Soundoff (12")
- 1980 : Babylon World, Rockers
- 1980 : African Queen, Negus Roots (12")
- 1980 : Jah Love Is Sweeter, Black Joy (12")
- 1981 : Government Man, Negus Roots (12")
- 1981 : Jah Is Watching You, Negus Roots (12")
- 1982 : Speak Softly, Negus Roots (12")
- 1983 : Johnny Brown, Negus Roots (12")
- 1983 : Tug-A-War Games, CSA (12")
- Captive, Lacksley Castell & Junior Pumpkin (12")